# Пеш (Коршенброх)
Пеш (Коршенбройх) (нем. Pesch (Korschenbroich)) — посёлок в Германии, в земле Северный Рейн-Вестфалия. Входит в состав города Коршенброх района Рейн-Нойс.
Впервые упоминается в 1263 году.
В 1853 году через Пеш прошла железная дорога. В 1953 году была построена католическая церковь Святой Марии.
1 января 1975 вошёл в состав общины Коршенброх.

## Население
| Год  | Жителей |
| ---- | ------- |
| 1933 | 981     |
| 1939 | 1036    |
| 1961 | 1316    |
| 1964 | 1399    |
| 1970 | 1553    |
| 1974 | 1709    |
| 2007 | 2380    |
| 2011 | 2814    |